# The Last Ship
The Last Ship is een Amerikaanse dramaserie van de zender TNT. Het verhaal is gebaseerd op dat uit het gelijknamige boek The Last Ship door William Brinkley.
TNT bestelde in 2016 een vierde en vijfde seizoen van de serie, voor uitzending in de zomer van 2017 en 2018. De televisiereeks werd in meerdere landen (her)uitgezonden. In Nederland zond Veronica hem uit en in Vlaanderen  Eén. In Frankrijk werd de serie uitgezonden door M6, in Italië door Italia 1.

## Verhaal
Door een pandemie komt 80% van de wereldwijde populatie om door een onbekend virus. De bemanning van de Amerikaanse torpedobootjager USS Nathan James (DDG-151, een fictief schip van de Arleigh Burkeklasse), met aan boord 217 niet-besmette mannen en vrouwen, probeert een vaccin te vinden tegen het virus, teneinde de nog resterende bevolking te kunnen redden. 

## Afleveringen
| Seizoen | datum eerste aflevering | datum laatste aflevering | aantal afleveringen |
| ------- | ----------------------- | ------------------------ | ------------------- |
| 1       | 22 juni 2014            | 24 augustus 2014         | 10                  |
| 2       | 21 juni 2015            | 6 september 2015         | 13                  |
| 3       | 30 mei 2016             | 11 september 2016        | 13                  |
| 4       | 20 augustus 2017        | 8 oktober 2017           | 10                  |
| 5       | 9 september 2018        | 11 november 2018         | 10                  |

## Rolverdeling
| Acteur                 | Personage                                 |
| ---------------------- | ----------------------------------------- |
| Eric Dane              | Commandant Tom Chandler                   |
| Adam Baldwin           | Commandant Mike Slattery                  |
| Charles Parnell        | Hoofdmatroos Russell "Russ" Jeter         |
| Kevin Michael Martin   | Matroos Eric Miller                       |
| Fay Masterson          | Tweede commandant Andrea Garnett          |
| Travis Van Winkle      | Luitenant Danny Green                     |
| Marissa Neitling       | Luitenant-commandant Kara Green-Foster    |
| Christina Elmore       | Luitenant Alisha Granderson               |
| Jocko Sims             | Luitenant Carlton Burk                    |
| Michael Curran-Dorsano | Luitenant John "Gator" Mejia              |
| Maximiliano Hernández  | Hoofd ziekenboeg "Doc" Rios               |
| Bren Foster            | Hoofdofficier Wolf "Wolf-Man" Taylor      |
| Bridget Regan          | Sasha Cooper                              |
| Emerson Brooks         | Commandant Joseph Meylan                  |
| Jodie Turner-Smith     | Sergeant Azima Kandie                     |
| Jade Chynoweth         | Helikopterschutter Kathleen Nolan         |
| Adam Irigoyen          | Roerganger Ray Diaz                       |
| Ben Cho                | Hoofd wapens Carl Nishioka                |
| Amen Igbinosun         | Culinair specialist Bernie "Bacon" Cowley |
| Aidan Sussman          | Sam Chandler, zoon van                    |
| Grace Kaufman          | Ashley Chandler, dochter van              |
| Bruce Nozick           | Dokter Milowsky                           |
| LaMonica Garrett       | Luitenant-commandant Cameron Burk         |
| Cameron Fuller         | Officier Wright                           |
| Hope Olaide Wilson     | Bertrise                                  |
| Sam Spruell            | Dokter Quincy Tophet                      |
| Ness Bautista          | Officier tweede klasse Cruz               |
| Andy T. Tran           | Luitenant Andy Chung                      |
| Chris Sheffield        | Vaandrig Will Mason                       |
| Paul James             | Officier derde klasse Michael O'Connor    |
| Rhona Mitra            | Dokter Rachel Scott                       |
| John Pyper-Ferguson    | Huursoldaat Tex Nolan                     |
| Chris Marrs            | Senior hoofdofficier Lynn                 |
| Jamison Haase          | Luitenant-commandant Barker               |
| Tracy Middendorf       | Darien Chandler, vrouw van                |
| Mark Moses             | President Jeffrey "Jeff" Michener         |
| Elisabeth Röhm         | Allison Shaw                              |